# Sexy Sushi
Sexy Sushi — французский электроклэш-дуэт, состоящий из Ребекки Уорриор (Джулия Лано) и Митча Сильвера (Дэвид Грейе).

## История
Ребекка и Митч встретились в городе Нант в 2001 году. В том же году они дали свой первый концерт и определили свой сценический образ. Дуэт использует парики, солнцезащитные очки и псевдонимы, якобы гарантирующие их анонимность. Нередко оба участника обнажаются на концерте, как и посетители.
В 2009 году выходит альбом Tu l’as bien mérité на лейбле Scandal Records. Выпуск альбома сопровождался концертным туром «roue de l’infortune»
В 2010 году выходит альбом Cyril, на песни Marre Marre Marre, Marin и Love les tartes были сняты клипы.
В том же году группа играет в короткометражном фильме Au bord du monde
В 2011 году, выходят 2 компиляции: Flamme и Mauvaise Foi
Участники посвященной дуэту группы в Facebook предлагали кандидатуру Sexy Sushi как участника Евровидения в 2011 году со стороны Франции.
В 2013 году выходит сингл J’aime mon pays в преддверии нового альбома Vous n’allez pas repartir les mains vides?. По случаю выхода сингла группа предлагает своим поклонникам сделать клип на песню в виде конкурса.

## Стиль
Стиль музыки характеризуется как смесь электроклэш и техно-панка. Помимо сексуальных тем, в текстах песен часто встречаются общественно-политические темы.
Так например, Карла Бруни, жена Николя Саркози, упоминается в песне L’idole des connes (фр. перевод «Идол для сук»). Любовь министра юстиции Франции Рашиды Дати к дорогой одежде, обыграна в A bien regarder, rachida (фр. перевод "Хорошо выглядишь, Рашида). Смерти Принцессы Дианы посвящена Princesse voiture.

## Дискография
Альбомы
- Défonce Ton Ampli (2005)
- Ca M’aurait Fait Chier D’exploser (2006)
- Marre Marre Marre (2008)
- Tu l’as bien mérité (2009)
- Cyril (2010)
- Vous n’allez pas repartir les mains vides? (2013)

EP’s
- J’En Veux, J’En Veux des Coups de Poing Dans les Yeux (2005)
- Estafette (2009)
- Chateau de France (2010)

Синглы
- Sex Appeal (2008)
- J’aime mon pays (2013)
- La Politesse (2025)

Компиляции
- Flamme (2011)
- Mauvaise Foi (2011)